# Ctenomys talarum
Espèce
Statut de conservation UICN

 LC  : Préoccupation mineure
Ctenomys talarum est une espèce de rongeurs de la famille des Ctenomyidae. Comme les autres membres du genre Ctenomys, appelés localement des tuco-tucos, c'est un petit mammifère d'Amérique du Sud bâti pour creuser des terriers. Ce rongeur est endémique d'Argentine.
L'espèce a été décrite pour la première fois en 1898 par le zoologiste britannique Michael Rogers Oldfield Thomas (1858-1929).

## Liste des sous-espèces
Selon Mammal Species of the World (version 3, 2005)  (17 avril 2013) :
- sous-espèce Ctenomys talarum antonii
- sous-espèce Ctenomys talarum occidentalis
- sous-espèce Ctenomys talarum recessus
- sous-espèce Ctenomys talarum talarum

## Étymologie
Cette espèce est nommée en référence aux arbres que l'on trouve dans la localité type, les Talas.

## Publication originale
- Thomas, 1898 : Descriptions of Two new Argentine Rodents. Annals and magazine of natural history, ser. 7, vol. 1, no 46, p. 283-286 (texte intégral).